# Aiko (cântăreață cehă)
Alena Șirmanova-Kostebelova ( rusă Алёна Ширманова-Костебелова; n. 26 decembrie 1999), cunoscută sub numele ei de scenă Aiko, este o cântăreață și compozitoare cehă, aflată în prezent în Brighton, Anglia. Ea a reprezentat Cehia la Concursul Muzical Eurovision 2024 cu piesa Pedestal.

## Tinerețe
Alena Șirmanova-Kostebelova s-a născut la Moscova, Rusia. La scurt timp după aceea, s-a mutat împreună cu familia în Karlovy Vary, Republica Cehă, unde a crescut.  

## Carieră
În 2015, Șirmanova a participat la sezonul 4 al reality show-ului Česko Slovenská SuperStar⁠(d). Apoi s-a mutat în Regatul Unit pentru a urma o carieră muzicală, stabilindu-se mai întâi la Londra și mai târziu la Brighton. Sub numele de scenă Aiko, ea și-a lansat albumul de debut omonim în 2018, urmat de Expiration Date în 2020, când a lansat primul ei single „Hunt”.
Ea a fost prima artistă cehă care a apărut pe ecranele din Times Square și prima femeie cehă care a luat parte la Spotify Equal Campaign. Ea a cântat la festivalurile Rock for People, ESNS, Metronome Prague, The Great Escape, Grape, Nouvelle Prague, Sziget și Waves din Viena, precum și a urmărit-o pe Alice Merton, Black Honey, Lauren Ruth Ward și Tamino în unele dintre turneele lor. artist susținător. Unele dintre melodiile ei au fost incluse în emisiunile TV Teen Mom și Love Island. 
Aiko și-a lansat al treilea album Fortune's Child pe 13 octombrie 2023. La 28 noiembrie 2023, ea a fost anunțată ca fiind una dintre concurenții finalei naționale a Cehiei pentru Eurovision Song Contest 2024, concurând cu piesa „Pedestal”. Pe 13 decembrie, a fost dezvăluit că ea a câștigat selecția.